# Der ewige Adam

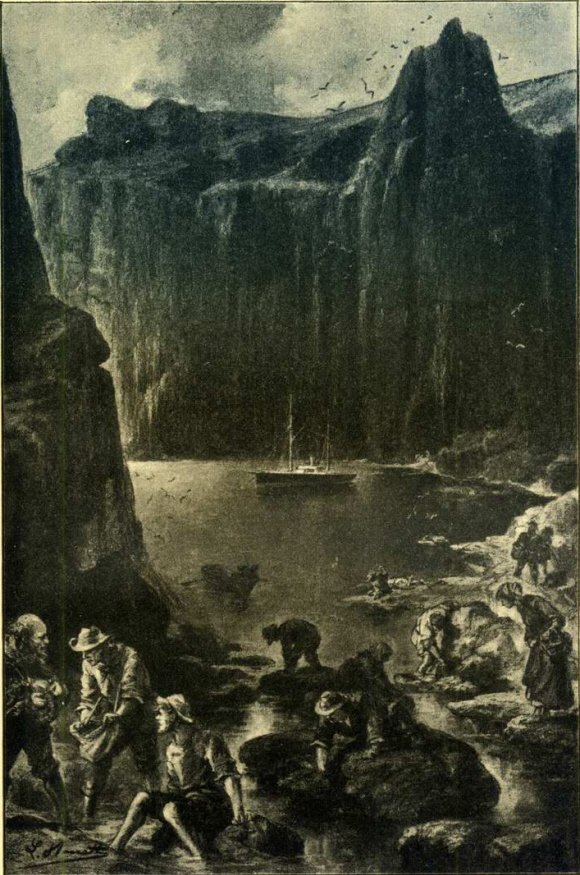
Zeichnung von Léon Benett zu der Kurzgeschichte Der ewige Adam

Der ewige Adam ist eine Kurzgeschichte, die vom französischen Autor Michel Verne geschrieben und unter dem Namen seines Vaters Jules Verne veröffentlicht wurde. Nachdem sie in zahlreichen Ausgaben der Werke von Jules Verne erschienen war, wurde die Autorschaft angezweifelt. Die Kurzgeschichte wurde unter dem französischen Titel L’Éternel Adam in der Zeitschrift La Revue de Paris am 1. Oktober 1910 und in dem Sammelband von Kurzgeschichten Gestern und morgen (franz. Hier et demain) zusammen mit Kurzgeschichten von Jules und Michel Verne im November und Dezember 1910 in Frankreich veröffentlicht.

## Handlung
In dem fiktiven Land Hars-Iten-Schu, das rundherum von vier Meeren umgeben ist, lebt ein Volk, welches im Laufe seiner Geschichte durch blutige Kriege geformt worden ist. Die Wurzeln des Landes sind seinen Bewohnern nicht bekannt. Der Gelehrte Dr. Zartog Sofr-Aï-Sr, der der dritte männliche Vertreter der hundertsten Generation des Geschlechtes der Sofr ist, versucht der Frage des Ursprungs wissenschaftlich nachzugehen. Er kann die Geschichte des Lebens über einen Zeitraum von zwanzigtausend Jahren nachweisen. Seiner Erkenntnis nach sind erst die letzten achttausend Jahre zivilisatorisch geprägt. In dieser Zeit häufte sich Wissen an und die Technik entwickelte sich immer weiter. Den Historikern genügt die Geschichte dieser Ahnenfolge der Völker und besonders auch, die Auseinandersetzungen der Völkergruppen untereinander zu erforschen. Sofr will jedoch mehr. Ihn interessiert der eigentliche Ursprung der Zivilisation und des Lebens. Er arbeitet an einer Theorie zur Abstammung der Tiere von einer aus dem Meer stammenden Lebensform.
Sofr führt Ausgrabungen unter mehreren Sedimentschichten durch, die den Zeitraum von mindestens zwanzigtausend Jahren dokumentieren. Es wird ein seltsames Artefakt gefunden, eine Kiste aus Aluminium, die alte Schriftstücke enthält. Es handelt sich um Schriftrollen aus einer Zeit, die nach bisheriger Erkenntnis ohne Intelligenz und ohne zivilisatorische Geschichte war. Sofr geht dem Rätsel nach und kann nach mehreren Jahren die Schrift entziffern. Es handelt sich um das Tagebuch eines in Mittelamerika lebenden Franzosen aus dem Jahre 2xxx. Sofr weiß nicht, was ein Franzose ist. Das Dokument schildert eine Katastrophe riesigen Ausmaßes. Die Erde wurde von einer gigantischen Sintflut überschwemmt. Der Autor konnte mit wenigen Personen mit einem Auto vor der Flut in die Berge flüchten. Sie wurden von der Flutwelle eingeholt, aber aus ihrer Not durch ein Schiff gerettet. Ohne Ziel kreuzen sie durch die Weltmeere. Die Kontinente sind untergegangen und die Weltzivilisation ist ausgelöscht. Die Nahrungsmittel gehen aus. Sie finden eine kleine, fast unbewohnbare, karge und trostlose Insel. Sie beschließen an Land zu gehen, da es dort Trinkwasser gibt. Der Überlebenskampf fordert in den kommenden Jahren alle Kräfte und die geistigen Fähigkeiten der Kolonisten degenerieren. Nach Jahren nimmt die Bevölkerung langsam zu. Ohne Zivilisation fristen die Einwohner auf der Stufe von Wilden ihr Leben. Mit letzter Kraft verschließt der Chronist seine Aluminiumkiste und vergräbt sie.
Sofr fragt sich nach der Lektüre, ob das Leben als solches ein Zyklus ist. Er findet etwas über die Deutung des Wortes Hedom, das nichts anderes als die Verbiegung von Edem ist. Edem ist wiederum die Verbiegung von Adam und Adam wiederum die Verbiegung eines anderen Ausdrucks, der noch älter war. Hedom, Edem und Adam sind nichts anderes als das ewige Symbol des ersten Menschen. Sofr hat somit die Ankunft des ersten Menschen auf seiner Welt geklärt. Er ist pessimistisch und die Geschichte endet mit seiner Erkenntnis, dass offenbar immer wieder alles von neuem begonnen werden muss.

## Bibliografie (Auswahl)
- Jules Verne: Der ewige Adam. Diogenes Verlag, Zürich 1977, ISBN 3-257-20411-6.